# Tom Wolf
Tom Wolf, celým jménem Thomas Westerman Wolf (* 17. listopadu 1948, Mount Wolf, Pensylvánie, USA) je americký politik a příslušník Demokratické strany. Mezi lety 2015–2023 byl 47. guvernérem za americký stát Pensylvánie. Ve volbách porazil republikána Toma Corbetta, který usiloval o znovuzvolení. Ve volbách v roce 2018 úřad obhájil. Na třetí funkční období v řadě kandidovat nemohl a v lednu 2023 jej nahradil demokrat Josh Shapiro.
Předtím, mezi lety 2007 až 2008, vykonával funkci tajemníka ministra financí pro Pensylvánii.

## Život
Narodil se a vyrůstal v Mount Wolf v Pensylvánii jako syn Cornelie Rohlmanové (rozené Westermanové) (1923–2018) a Williama Trouta Wolfa (1921–2016), obchodního manažera. Jeho rodné město bylo pojmenováno po jeho předkovi, který byl městským ředitelem pošty.